# CGTN Español
CGTN Español (acrónimo de China Global Television Network en inglés, en chino simplificado, 中国环球电视网西班牙语频道; pinyin, Zhōngguó huánqiú diànshì wǎng xībānyá yǔ píndào), anteriormente conocida como CCTV-Español (en chino simplificado, 中国中央电视台西班牙语国际频道; pinyin, Zhōngguó Zhōngyāng Diànshìtái Xībānyá yǔ Guójì Píndào) es un canal de televisión por suscripción y de televisión digital terrestre internacional de origen chino operado por la Televisión Central de China y que emite su programación por completo en el idioma español desde Pekín, enfocándose en los programas de entretenimiento, informativos y educativos desde su lanzamiento el 1 de octubre de 2007.

## Historia
Inicialmente el canal fue lanzado como CCTV-E&F el 1 de enero de 2004 con bloques en los idiomas español y francés, posteriormente el 1 de octubre de 2007, la señal fue relanzada separando los programas en dos canales diferentes, uno en español y el otro en francés, cambiando su imagen y programación totalmente al español, así como un equipo independiente. El 1 de enero de 2007 se lanza el canal en español y pasa a llamarse CCTV-E.
El 1 de enero de 2011, CCTV-E ajusta su logotipo oficial y cambia su nombre de CCTV-E a CCTV-Español.
El 11 de abril de 2014 el canal cambia su relación de aspecto de 4:3 a 16:9.
En marzo de 2015, el canal comenzó a ser distribuido en la plataforma de televisión digital terrestre en Venezuela a nivel nacional, en reemplazo del canal venezolano Zum TV.
En 2016, comienzan sus transmisiones en vivo por Youtube a través del canal oficial de CGTN Español en esa plataforma.
El 31 de diciembre de 2016, Central China Television cambió la marca de todos sus canales internacionales en otros idiomas por la denominación de CGTN, sigla de China Global Television Network, como parte de una estrategia para consolidar su alcance mundial. Ese día, su página web fue cambiada al dominio de internet de (cgtn.com) aunque la página anterior, al momento de escribir esta sección, sigue activa.
En 2017, CCTV-Español pasa a llamarse CGTN Español.
Desde 2017, CGTN Español mantiene un acuerdo de cooperación con la Alianza Informativa Latinoamericana.
El 28 de marzo de 2023, CGTN Español se renovó su página web a (espanol.cgtn.com).
El 22 de noviembre de 2023, mediante un anuncio del pleno del Instituto Federal de Telecomunicaciones en México, se anunció que este canal se transmitirá a través del canal 6.3 de la red de Multimedios Televisión, llevando a este canal a la televisión digital terrestre en este país.

## Programación
Su programación incluye noticias, deportes, negocios y además curiosidades sobre China y otras partes de Asia, así como telenovelas chinas y documentales de viajes en el interior de ese país, junto a los recorridos culturales y artísticos. 
El canal muestra también concursos de aprendizaje de la lengua china. 
Las noticias son presentadas en CGTN Español por CGTN Noticias, con varias ediciones diarias. Se emite en 4 ediciones todos los días.[cita requerida]
También tiene un programa llamado Prisma que se emite en coproducción con el canal Telesur.